# Zimtsperling
Der Zimtsperling (Hypocryptadius cinnamomeus) ist eine Vogelart aus der Familie der Sperlinge. Die Art kommt ausschließlich auf der Philippineninsel Mindanao vor.

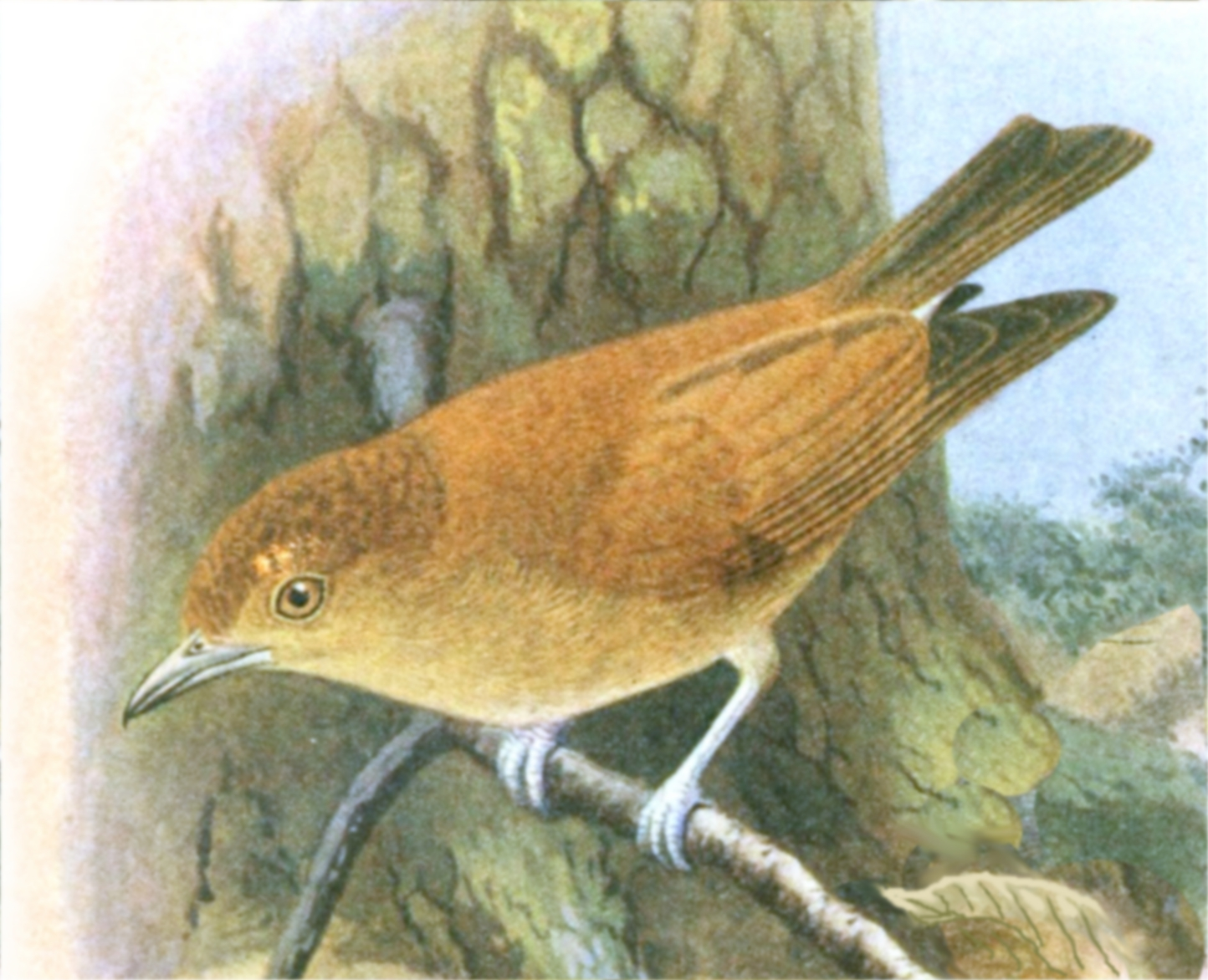
Zimtsperling

## Merkmale
Der Zimtsperling erreicht eine Länge von 15 Zentimeter und ein Gewicht von 24,7 bis 31,5 Gramm. Kopf und Rückenseite sind hell zimtfarben, die Handschwingen sind schwärzlichgrau mit zimtfarbenen Rändern und Federkielen. Der Schwanz ist auf der Oberseite zimtfarben und wird zur Spitze hin leicht gräulich. Die untere Seite des Schwanzes ist hellgrau. Kehle und Brust sind hell zimtfarben, wobei der untere Brustbereich und die Flanken heller sind. Der Bauch ist hellgrau, seine Mitte ist schmutzig weiß. Die Iris ist rötlich bis blass gelblichrot; der Schnabel ist bläulichgrau mit einer schwärzlichen Spitze. Auch die Beine sind bläulichgrau. Die Geschlechter lassen sich äußerlich nicht unterscheiden.

## Lebensraum und Lebensweise
Der Zimtsperling lebt in feuchten Bergwäldern auf den Bergen Apo, Hilong Hilong, Kitanglad, Malindang, Matutum, Mayo und Puting Bato und kommt dort in Höhen oberhalb von 1000 Metern vor. Er ernährt sich von Insekten. Auf Nahrungssuche schließen sich Zimtsperlinge oft gemischten Vogelschwärmen mit Gebirgsbrillenvögeln (Zosterops montanus), Gnomenbrillenvögeln (Heleia goodfellowi), Mindanaofächerschwänzen (Rhipidura nigrocinnamomea), Panthermeisen (Periparus elegans) und Südsee-Laubsängern (Phylloscopus trivirgatus) an. Über die Fortpflanzung ist kaum etwas bekannt. Zimtsperlinge mit vergrößerten Gonaden wurden in den Monaten von Februar bis Mai gefangen und untersucht. Der Ruf des Zimtsperlings ist eine leiser, winselnder Pfiff, der wie „chuuu, pee chuuu“ oder „pee chuuu chuuu“ klingt und oft von mehreren Individuen gleichzeitig ertönt.

## Systematik
Der Zimtsperling wurde 1903 durch den deutschen Ornithologen Ernst Hartert erstmals wissenschaftlich beschrieben. Sechs Jahrzehnte lang wurde er als eine in ihrem äußeren Erscheinungsbild stark abweichende Art aus der Familie der Brillenvögel (Zosteropidae) angesehen. Erst 2010 veröffentlichte Vergleiche von DNA-Sequenzdaten zeigten, dass der Zimtsperling ein basaler Zweig der Sperlinge (Passeridae) darstellt. Die Trennung der zum Zimtsperling führenden evolutionären Linie von den übrigen Sperlingen fand schon vor ca. 17,5 Millionen Jahren statt. Der US-amerikanische Ornithologe Joel Cracraft stellt den Zimtsperling deshalb in eine eigenständige, monotypische Familie, die Hypocryptadiidae.

## Gefährdung
Nach Angaben der IUCN ist der Bestand des Zimtsperlings nicht gefährdet. Das Verbreitungsgebiet ist zwar relativ klein und nicht zusammenhängend; wo sie vorkommen sind die Vögel jedoch noch recht häufig.